# ماري لياكوفا
ماري لياكوفا لاستوفيكا (بالتشيكية: Marie Ljalková)‏ (ديسمبر 1920 – 7 نوفمبر 2011) كانت قناصة تشيكية ضمن الجيش التشيكي في المنفى، قاتلت بجانب السوفييت خلال الحرب العالمية الثانية ماري ولدت في هورودينكا، بولندا عام 1920 لعائلة تشيكية، فقدت والديها في سن 12 بعدها عاشت مع خالتها في ستانيسوافوف وهناك تعرفت على زوجها الأول ميشال لجالكو

## الحرب العالمية الثانية
بعد الهجوم النازي على الاتحاد السوفيتي لياكوفا انضمت إلى الكتيبة الميدانية التشيكسلوفاكية المستقلة كمتطوعة في مارس 1942، وتخرجت من مدرسة القنص بعد ثلاثة أشهر من التدريب، كانت أول تجربة قتالية لها أثناء الثلاثة أيام من معركة سوكولوفو في 11 مارس 1943 عندما اقتنصت 7 جنود المان وفي وقت لاحق أصبحت مدربة قنص للمشاة من تشيكسلوفاكيا والاتحاد السوفيتي وبجانب القنص كانت تعمل سائقة سيارة إسعاف على الجبهة

## الجوائز
لياكوفا اقتنصت على الاقل 30 الماني خلال الحرب العالمية الثانية ونتيجة لذلك تم تكريمها من قبل الاتحاد السوفيتي بوسام النجمة الحمراء ووسام الصليب الحربي التشيكسلوفاكي.

## بعد الحرب العالمية الثانية
بعد الحرب، درست الطب، وعملت كطبيبة عسكرية في أولوموك، ثم في المستشفى العسكري المركزي في براغ. وبعد نقلهاإلى مستشفى برنو التقت بزوجها الثاني، فاكلاف لاستوفسكي. وقالت انها حصلت في نهاية المطاف على رتبة عقيد، ولكنها استقالت من الجيش لأسباب صحية وعملت بعدها كمرافقة ومترجمة لغة روسية للسياح الأجانب وامضت بقية حياتها في برنو حتى وفاتها عام 2011 وقبل وفاتها بعام كانت قد حصلت على وسام الاسد الابيض من الدرجة الثانية وهو ثاني أعلى وسام عسكري تشيكسلوفاكي